# Probóscide
Probóscide (ou probóscida) é um apêndice alongado que se localiza na cabeça de algumas espécies de animais.
Esta estrutura está presente em alguns animais invertebrados como anelídeos, gastrópodes e insetos dípteros, além de algumas espécies de vertebrados mamíferos.

## Etimologia
A palavra vem do latim proboscis + idis, que por sua vez provém do grego "προβοσκίς" (proboskis), formada pelo prefixo "πρό" (pro) "anterior, parte dianteira" + "βόσκω" (bosko), "alimentar, nutrir".

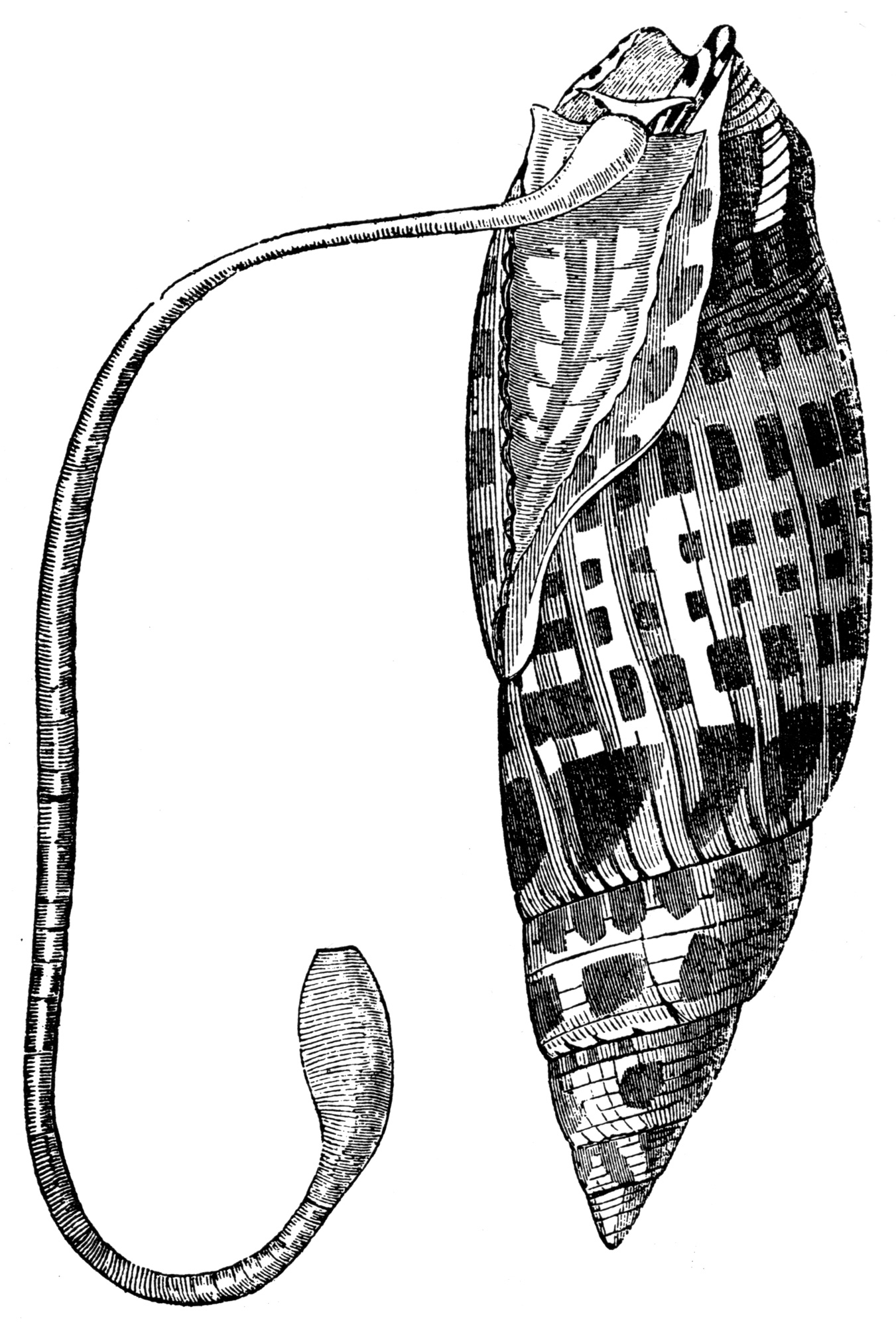
Probóscide de um gastrópode marinho predador, Mitra mitra.

## Invertebrados
Em anelídeos, trata-se de um órgão protátil do canal alimentar. Já em vermes nemertinos, a probóscide é maior que o corpo do animal, adquire a função de captura de alimentos, defesa e locomoção e é rapidamente evertida. O formato varia conforme a espécie. Algumas são dotadas de um pequeno estilete, que é usado para injetar nas presas um fluido tóxico. Outras, que não possuem estilete, usam uma secreção pegajosa excretada por papilas presentes na probóscide para capturarem sua presa.
Em gastrópodes, a probóscide normalmente é bem alongada e pode servir como mecanismo de captura de presas, no caso de espécies predadoras, ou para procurar alimentos, no caso de espécies herbívoras. Alguns membros ectoparasitas da família Epitoniidae, por exemplo, alimentam-se através da extensão da probóscide, que retira pequenos pedaços de tecido do hospedeiro, normalmente um cnidário. Este tipo de comportamento pode ser observado em espécies como Epitonium echinacostum, E. albidum, E. tinctum e E. indianorum.

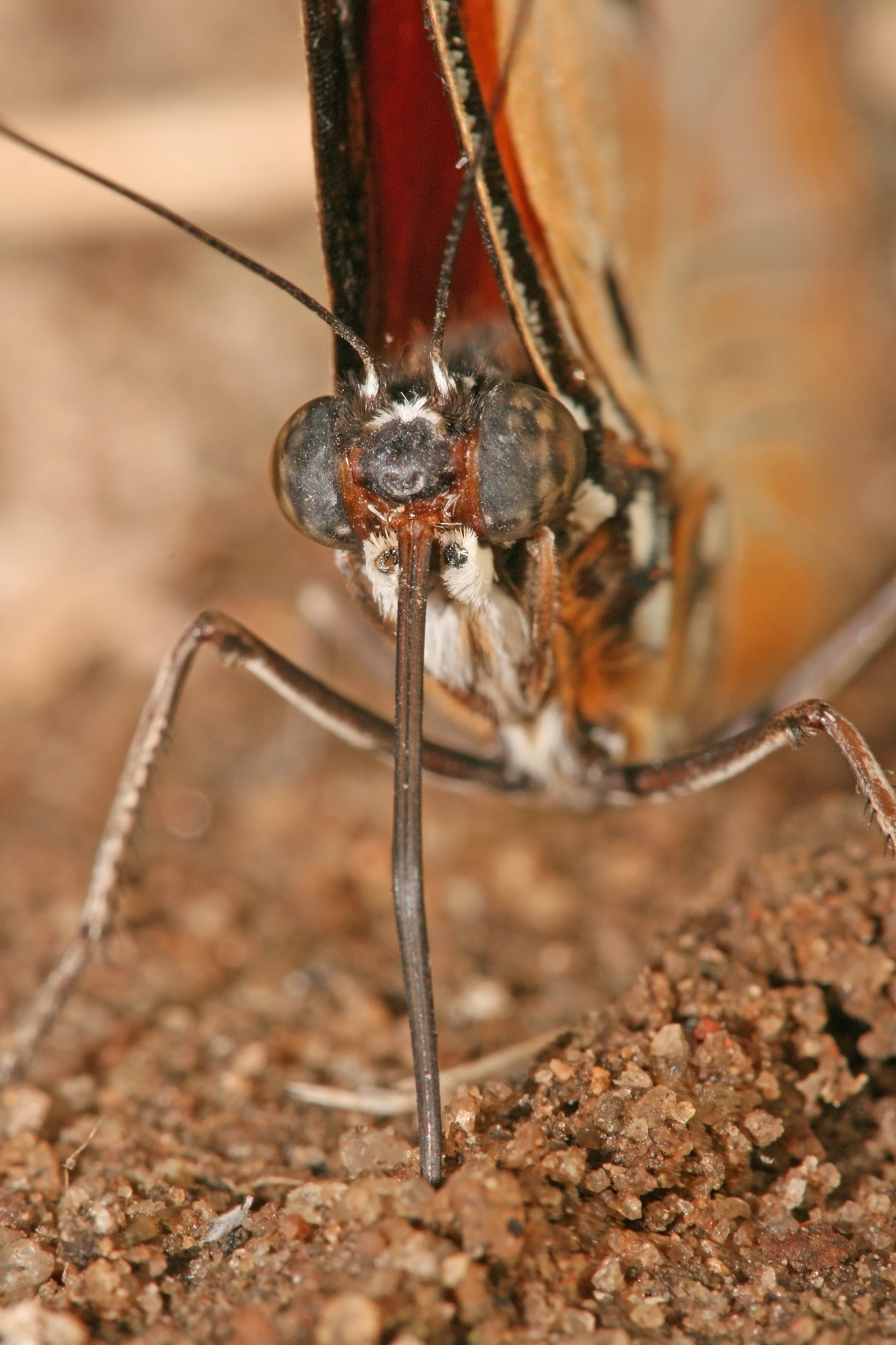
Probóscide de uma borboleta.

Em insetos, a probóscide é uma estrutura oca, correspondente ao prolongamento do aparelho bucal, que então funciona como sugador, ou picador-sugador. É o caso de pernilongos, borboletas, certas abelhas e percevejos.

## Vertebrados
Em mamíferos, chama-se probóscide o prolongamento externo revestido de músculos do aparelho nasal. No caso de elefantes, possui uma função preênsil. Espécies que possuem a estrutura incluem:
- aardvark (Orycteropus afer);
- antas (todas as espécies);
- elefantes (todas as espécies da família Elephantidae);
- elefantes-marinhos (todas as espécies);
- macaco-narigudo (Nasalis larvatus);
- musaranho-elefante (todos os membros da família Macroscelididae);
- numbat (Myrmecobius fasciatus).

Além destes mamíferos modernos, também havia muitos outros animais, agora extintos, que possuíam o órgão:
- Todos os membros extintos da ordem Proboscidea, como os meritérios, mamutes e mastodontes, por exemplo;
- Macrauchenia (um tipo de lhama que viveu entre o Mioceno e o Pleistoceno);
- Palorchestes (gênero extinto de marsupiais)